# Nazarenerkirche
Die Nazarenerkirche (Kirche der Nazarener) ist eine protestantisch-evangelikale Kirche in Jerusalem.
Das Kirchengebäude befindet sich in der Nablusstraße 33 (hebräisch דרך שכם) in der Jerusalemer Neustadt (nördlicher Teil).